# Santino Solari

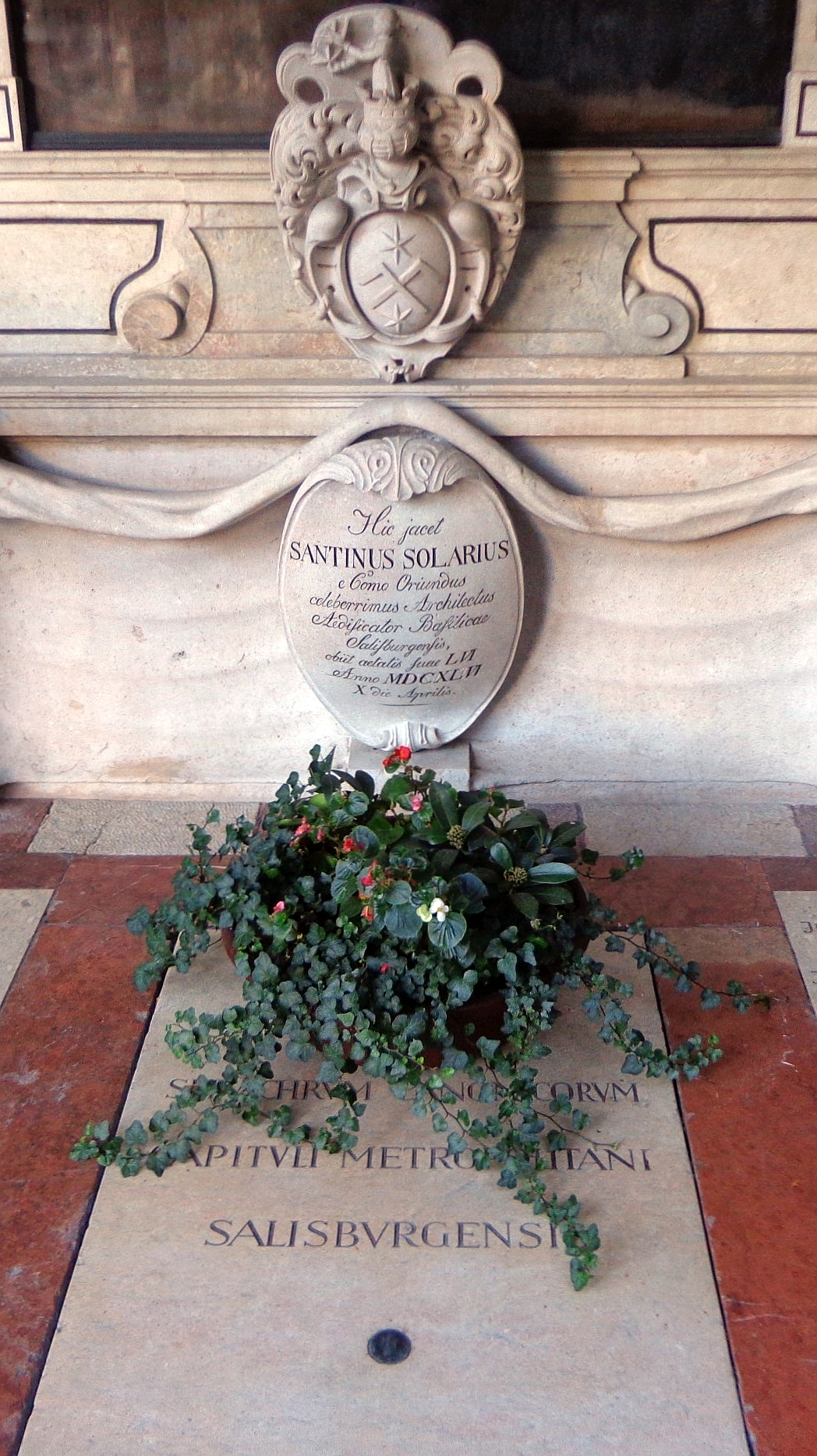
Tomba di Santino Solari

Santino Solari (Verna, 1576 – Salisburgo, 10 aprile 1646) è stato un architetto e scultore italiano che svolse la sua attività principalmente in Austria.

## Biografia
Figlio di Cristoforo e Margherita Valnegra nacque a Verna Intelvi nel 1576.
Su incarico dell'arcivescovo di Salisburgo Marcus Sittikus von Hohenems costruì il castello di Hellbrunn, sul modello delle ville italiane, con i suoi giardini con giochi d'acqua e lavorò alla costruzione della cattedrale di Salisburgo. Per volere di Paride Lodron realizzò la cappella di San Ruperto, consacrata nel 1629, presso la Chiesa di Villa Lagarina.